# هيسلر فيليبس
هيسلر فيليبس (بالإسبانية: Hesler Phillips)‏ هو لاعب كرة قدم ومدرب كرة قدم هندوراسي في مركز الهجوم، ولد في 18 نوفمبر 1978 في San Lorenzo, Honduras ‏ في هندوراس. شارك مع منتخب هندوراس لكرة القدم. أما مع النوادي، فقد لعب مع نادي بلاتنسي ونادي فيكتوريا.

## وصلات خارجية
- هيسلر فيليبس على موقع قاعدة بيانات كرة القدم.إي يو (الإنجليزية)
- هيسلر فيليبس على موقع ناشيونال فوتبول تيمز (الإنجليزية)
- هيسلر فيليبس على موقع عالم كرة القدم.نت (الإنجليزية)